# Jurbise
Jurbise (in Tiếng Hà Lan: Jurbeke)là một đô thị ở tỉnh Hainaut. Tại thời điểm ngày 1 tháng 1 năm 2006, đô thị này có dân số 9.571 người. Tổng diện tích là 57,86 km², với mật độ dân số 165 người trên mỗi km².
Đô thị này tọa lạc dọc theo đường N56.